# Società anonima Ferrovie Settentrionali Sarde
La Società anonima Ferrovie Settentrionali Sarde, nota più semplicemente come Ferrovie Settentrionali Sarde (FSS), era una società ferroviaria italiana, operante in Sardegna.

## Profilo
La società nacque nel 1926 con l'intento di ottenere la concessione per le nuove ferrovie secondarie che il governo nazionale aveva deciso di costruire nella Provincia di Sassari. Le FSS presentarono un progetto, realizzato dell'ingegner Diego Murgia (futuro amministratore delegato della società), che prevedeva la costruzione di una linea da Sassari a Sorso, e di una che, dal capoluogo turritano, portasse a Tempio Pausania e Palau, sfruttando parte del tracciato già esistente della Monti-Tempio delle Ferrovie Complementari della Sardegna. Come per le altre linee della rete secondaria sarda, fu richiesta la costruzione in economia, con tracciati a singolo binario a scartamento ridotto (950 mm) non elettrificati.

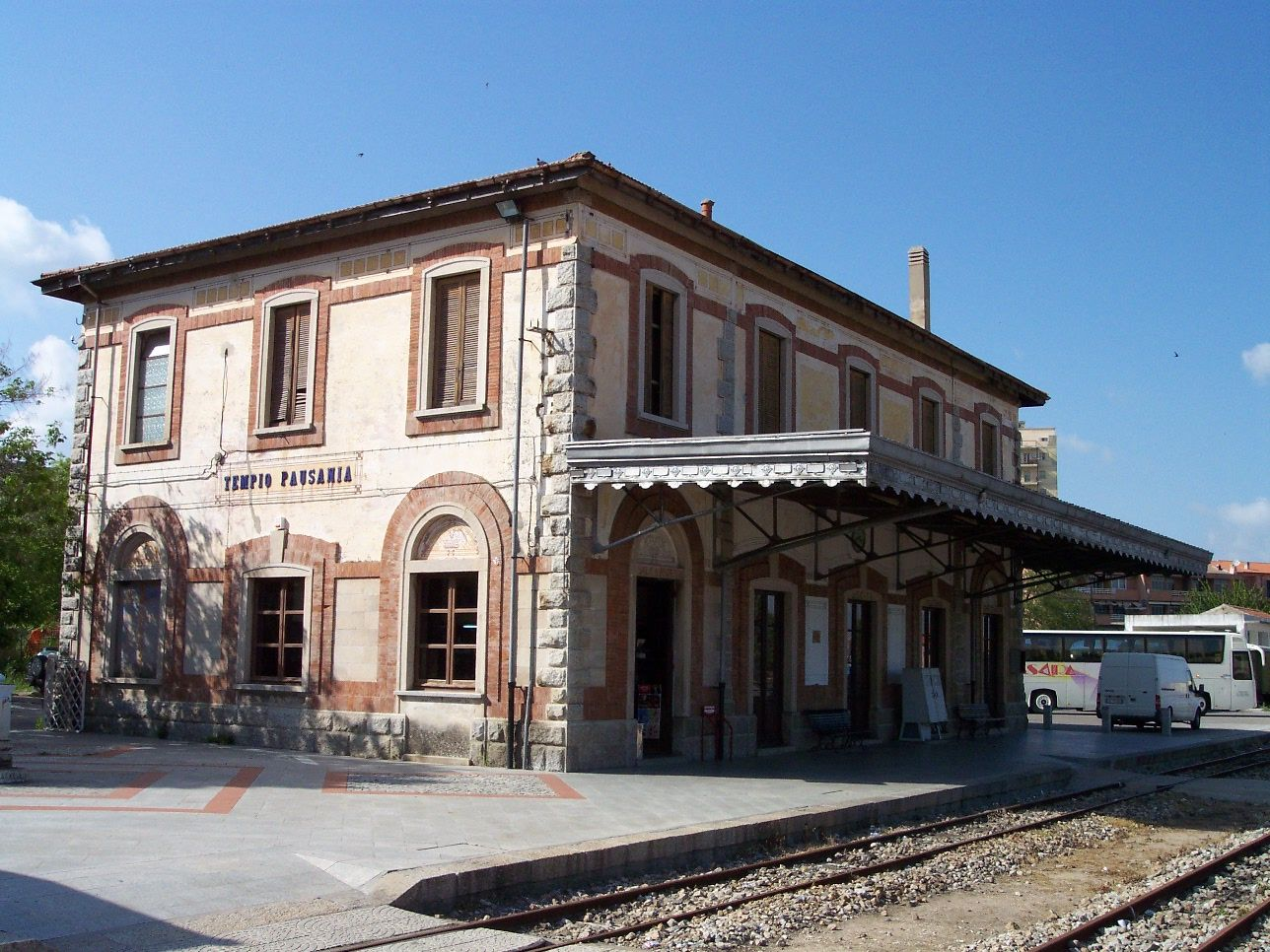
L'attuale stazione di Tempio Pausania, realizzata dalle Ferrovie Settentrionali Sarde negli anni trenta del Novecento

Il 27 marzo 1927 venne approvato il Regio Decreto che concedeva alle Ferrovie Settentrionali Sarde la realizzazione del progetto e la successiva gestione delle linee. Non molto tempo dopo vennero aperti i cantieri, e il 12 maggio 1930 gli 11 chilometri della ferrovia Sassari-Sorso furono aperti al traffico. Proporzionalmente più lunghi, data la maggior lunghezza, furono i lavori per la seconda linea delle FSS: i lavori del tronco tra la stazione di Sassari e la nuova stazione FSS di Tempio furono terminati nel 1931, e i primi convogli poterono transitarvi la prima volta il 16 novembre di quell'anno. Il tratto da Luras (dove terminava il tronco utilizzato in comune con la Monti-Tempio) alla stazione di Palau Marina venne invece inaugurato il 18 gennaio 1932.

Alle FSS terminati i lavori spettava ora la sola gestione delle due linee (il tratto Tempio-Luras in coabitazione con le FCS), ma in realtà già l'anno dopo la conclusione dei lavori, nel 1933, la società venne acquisita dalla Società anonima per le strade ferrate pugliesi, che nel giro di qualche mese tramutò la sua ragione sociale in Strade Ferrate Sarde.
Dal 2010 le linee ex FSS vengono gestite dall'ARST.